# Симон Кирби
Симон Кърби (на английски: Simone Kirby) е ирландска актриса.

## Биография и кариера
Тя е може би най-известна с участието си като Она във филма на Кен Лоуч „Залата на Джими“(на английски: Jimmy's Hall). Други участия във филми са Ирене О'Донъл в Остри козирки (на английски: Peaky Blinders)(2014 г.), Мерилин Хъл в Бележки за слепота (на английски: Notes on Blindness)(2016 г.), Тива Хайтоп в Алиса в Огледалния свят(на английски: Alice Through The Looking Glass) (2016 г.), сестра Грейс в Худини и Дойл на английски: Houdini and Doyle) (2016 г.), Мария Рош в Комисарят по Истината на английски: The Truth Commissioner)(2016 г.), Анет Рене в Неестествена смъртна английски: Clean Break) (2015 г.), Трейси Мойнихан в Любовта / Омразата на английски: Love/Hate)(2014 г.) и Джералдин Грехан в RTÉ(Raidió Teilifís Éireann-радио и телевизия Ирландия- полудържавна компания и национална Обществена медия на Ирландия) серията „Пуре муле“ на английски: Pure Mule).
Тя е съавтор в RTÉ комедийното скеч-шоу „Срещни съседите си“ през 2011 г. с П.Дж. Галахър. Участва в „Сезон на Вещицата“ на английски: Season of the Witch) с участието на Никълъс Кейдж през 2011 г.

## Филмография
- 2005 Пуре Муле– Джералдин
- 2008 С една ръка– Бриджит
- 2009 Пуре Муле– Джералдин
- 2011 Сезон на Вещицата– акушерката
- 2011 Отговарят на вашите съседи– леля Морийн / г-жа Балфи
- 2014 Залата на Джими– Она
- 2014 Остри козирки– Ирене О'Донъл
- 2014 Любов / Омраза– Трейси Мойнихан
- 2015 Неестествена смърт– Анет Рене
- 2016 Комисарят по истината– Мария Рош
- 2016 Бележки за слепота– Мерилин
- 2016 Худини и Дойл– сестра Грейс
- 2016 Алиса в Огледалния свят– Тива Хайтоп